# Börje Börjesson i Tranekulla
Börje Börjesson (i riksdagen kallad Börjesson i Tranekulla), född 27 december 1780 i Fjärås församling, Hallands län, död 29 augusti 1865 i Onsala församling, Hallands län, var en svensk bonde och riksdagsman.
Börje Börjesson var brukare av ett frälsehemman om 3/4 mantal som han friköpt. Han var riksdagsman för Hallands norra domsaga vid riksdagarna 1817, 1823 och 1828. Börje Börjesson var mer liberal i näringsfrihetsfrågor än andra ledamöter av bondeståndet generellt och förordade bland annat allmän näringsfrihet och oinskränkt gårdfarihandel. Han önskade även att flottningen på Kungsbackaån skulle släppas fri så att hallänningarna kunde köpa byggnadsvirke i Älvsborgs län och bättre utnyttja bränsle från allmänningsskogarna efter dess sträckning. Börje Börjesson stödde inrättandet av veterinärtjänster i Halland och genomdrev med flera andra riksdagsmän 1823 inrättandet av en provinsialläkartjänst i norra Halland. Han försvarade även böndernas rätt till husbehovsbränning.